# Терновка (Казатинский район)
Терновка (укр. Тернівка) — село на Украине, находится в Казатинском районе Винницкой области.
Код КОАТУУ — 0521487501. Население по переписи 2001 года составляет 434 человека. Почтовый индекс — 22111. Телефонный код — 4344.
Занимает площадь 1,44 км².

## История
- В 1945 г. Указом Президиума ВС УССР село Фридров переименовано в Терновку[1].

## Адрес местного совета
22111, Винницкая область, Казатинский р-н, с. Терновка, ул. Шевченко, 2